# Jetix International
Jetix International, ex Fox Kids Network, est une société détenue à 100 % par la Walt Disney Company depuis 2001. C'est la société gérant les chaînes Jetix au niveau international tandis que Jetix Europe gère celle en Europe mais cette dernière n'était détenue qu'à 74 % par Disney puis 99,8 % en 2009.

## Historique
Jetix International est née initialement en 1990, sous le nom de Fox Kids lorsque News Corporation a lancé un bloc de programme pour enfants.
En 1996, News Corp fusionne la chaîne avec la société d'Haim Saban pour créer Fox Family Worldwide. Les chaînes européennes sont regroupées sous une filiale nommée Fox Kids Europe (future Jetix Europe)
En octobre 2001, la Walt Disney Company achète la société Fox Family Worldwide, devenant l'actionnaire de Fox Kids Network ainsi que l'actionnaire majoritaire Fox Kids Europe. 
En février 2004, Disney renomme les différentes entités Jetix. Le bloc de programme Fox Kids devient toutefois ABC Kids.

## Les chaînes

### Jetix Amérique latine
Jetix Amérique latine est une filiale à 100 % de la Walt Disney Company, au travers de ses filiales sud-américaines.
- Brésil
- Mexique et Amérique latine

### Jetix USA
L'ancien bloc de programmes Fox Kids aux États-Unis est devenu un bloc de programme baptisé Jetix sur les chaînes ABC Family. Il entre en concurrence au bloc de programme baptisé ABC Kids diffusé, lui, sur les autres chaînes d'ABC.
- États-Unis

### Jetix Asie
- Japon
- Singapour, ajoutée le 3 septembre 2007 comme une chaîne optionnelle du fournisseur ADSL SingTel [1]